# Wolfsberg im Schwarzautal
Pour les articles homonymes, voir Wolfsberg.
Wolfsberg im Schwarzautal est une ancienne commune autrichienne du district de Leibnitz en Styrie. Elle fusionne avec Schwarzau im Schwarzautal, Breitenfeld am Tannenriegel, Hainsdorf im Schwarzautal et Mitterlabill fin 2014 pour former Schwarzautal.